# Michaëlskerk (Koudekerke)
De Michaëlskerk is een protestantse kerk in Koudekerke, gelegen aan Dorpsplein 1.

## Geschiedenis
Het dorp Koudekerke is waarschijnlijk gesticht in de elfde eeuw, rond deze tijd heeft er een kleine houten kerk gestaan. Omstreeks de 14e en 15 eeuw werd er een relatief grote gotische kerk gebouwd, gewijd aan Sint-Michaël, met een laag schip,een hoog koor en een stenen westtoren met hoge spits. De ingang van de kerk bevond zich onder de toren, het hoofdaltaar en kleinere zijaltaren stonden oostwaarts gericht. Een afbeelding van deze kerk is bewaard gebleven op het Panorama van Walcheren, welke wordt bewaard in Antwerpen. Tijdens het beleg van Middelburg van 1572-1574 werden veel gebouwen op Walcheren zwaar beschadigd, waaronder deze kerk. Na de overgave van Middelburg werd het schip voorlopig hersteld en ingericht voor de protestantse godsdienst, de toren was onherstelbaar beschadigd. Door de vermindering van kerkgangers, niet alle voormalige kerkgangers werden protestants en de bevolking was afgenomen tijdens de strijd op Walcheren, kon het koor worden gemist. In 1583 kreeg de kerk haar eerste predikant, Pieter van den Broucke.

## Gebouw
Uiteindelijk is de volledige kerk gesloopt en rond 1650 vervangen door de huidige bakstenen zaalkerk met hoge overkapping en een vierkante dakruiter. Hierbij zijn materialen van de oude kerk gebruikt, zo bevindt zich bijvoorbeeld nog een grafsteen uit 1603 in de kerk. In de dakruiter hangt een klok uit 1570, gegoten door Pieter van den Ghein, en een klok uit 1755, gegoten door Michaël Everard. Alhoewel beide klokken tijdens de Tweede Wereldoorlog in beslag waren genomen door de bezetter, zijn ze heelhuids teruggekeerd. De muren, geschraagd door steunberen, zijn voorzien van spitsboogvensters. Het interieur van de kerk wordt overwelfd door een houten tongewelf en trekbalken. De bakstenen muren, opgetrokken uit Zeeuwse moppen, werden in 1836 bepleisterd met een grijze cementlaag, maar deze laag is bij een restauratie tijdens 1962-1964 verwijderd.
Oorspronkelijk werd de kerk omringd door een kerkhof welke volledig omheind was met een stenen muur. In 1822 werd het kerkhof gesloten en in 1880 werd de stenen muur vervangen voor een ijzeren hek. In 1836 werd de dakruiter vernieuwd en werd een consistorie aangebouwd in Willem II-gotiek. In 1911 werd de consistorie verhoogd met een kooflijst en fantasiepinakels. Verder werd het gebouw wit geverfd en gevelaccenten, waaronder de pilasters, kregen een blauwe kleur. Tijdens de jaren vijftig werd het gebouw geheel wit geschilderd. Eind 2006 gingen er stemmen op om de oude consistorie af te breken en te vervangen voor een modern gebouw, maar dit leidde tot veel weerstand van de lokale bevolking en vond zodoende geen doorgang.

## Inventaris
De originele preekstoel, welke in 1898 zwart werd geverfd en afgezet met gouden banden, werd in 1922 verwijderd en gebruikt als brandhout. Ter vervanging werd een preekstoel aangekocht welke afkomstig was uit een rooms-katholieke kerk in Drenthe. Deze preekstoel stamt uit het einde van de 18e eeuw en werd uitgevoerd in Lodewijk XVI-stijl. Twee wandschilderingen, aan beide zijden van de preekstoel, zijn over de loop van tijd vervaagd en overgeschilderd.
Het orgel is gebouwd rond het midden van de 18e eeuw en zeer waarschijnlijk gebouwd door Thomas en Peter Weidtmann, uit Ratingen. Het orgel, afkomstig uit de voormalige Jezuïetenkerk uit Maastricht was in 1778 in de Hervormde Kerk in Neerijnen in gebruik genomen. In 1868 werd het orgel door de Vlissingse orgelbouwer P.M. van Sprang in de kerk van Koudekerke geplaatst. In 1878 volgde een restauratie van het orgel door I. Houtappel. Tijdens de jaren vijftig en zestig van de twintigste eeuw vond een restauratie plaats uitgevoerd door Van Vulpen uit Utrecht. Drie vazen die ter decoratie op het orgel stonden zijn bij de restauratie van 1952 verloren gegaan.